# La gabbia dorata (Hare)
La gabbia dorata (The Gilded Cage) è un dipinto a olio su tela dell'artista irlandese Saint George Hare, realizzato nel 1908. Oggi si trova nello Stourhead, una tenuta nello Wiltshire.

## Storia
La tela venne regalata allo stato britannico da sir Henry Hugh Arthur Hoare assieme alla sua tenuta, la sua casa e i suoi beni nel 1946, un anno prima della sua morte.

## Descrizione
Il quadro è una delle varie raffigurazioni di donne incatenate o prigioniere dipinte dall'artista, come il suo dipinto più conosciuto, La vittoria della fede. L'opera ritrae una donna sola e addormentata incatenata ai polsi a una colonna accanto a delle farfalle che volano via. Solo un pezzo di tessuto marrone copre le sue cosce, mentre il petto è scoperto. Il titolo potrebbe essere un riferimento alla canzone del 1900 A Bird in a Gilded Cage ("Un uccello in una gabbia dorata") e il dipinto potrebbe avere un significato simbolico. Secondo i membri della Galleria nazionale del Victoria, in Australia, la raffigurazione di donne nude in catene aveva un interesse speciale per Hare, ed egli ritornò spesso sul soggetto. Nonostante la nudità parziale della prigioniera, ella mantiene la sua innocenza in quanto il suo essere spogliata è stata un'imposizione dei rapitori invece che una sua scelta.